# Liste der Biografien/Miz
Liste der Biografien |
Portal Biografien |
Personensuche
# |
A |
B |
C |
D |
E |
F |
G |
H |
I |
J |
K |
L |
M |
N |
O |
P |
Q |
R |
S |
T |
U |
V |
W |
X |
Y |
Z |
?
 
Ma |
Mb |
Mc |
Md |
Me |
Mf |
Mg |
Mh |
Mi |
Mj |
Mk |
Ml |
Mm |
Mn |
Mo |
Mp |
Mq |
Mr |
Ms |
Mt |
Mu |
Mv |
Mw |
Mx |
My |
Mz
 
Mia |
Mib |
Mic |
Mid |
Mie |
Mif |
Mig |
Mih–Mik |
Mil |
Mim |
Min |
Mio |
Mip |
Miq |
Mir |
Mis |
Mit |
Miu |
Miv |
Miw |
Mix |
Miy |
Miz
Die Liste der Biografien führt alle Personen auf, die in der deutschsprachigen Wikipedia einen Artikel haben. Dieses ist eine Teilliste mit 137 Einträgen von Personen, deren Namen mit den Buchstaben „Miz“ beginnt.

## Miz

### Miza
- Mizan Zainal Abidin (* 1962), malaysischer Sultan von Terengganu und König von Malaysia
- Mizanski, Ilijan (* 1985), bulgarischer Fußballspieler
- Mizaras, Stasys (* 1942), litauischer Forstwissenschaftler
- Mizaras, Vytautas (* 1974), litauischer Jurist, Zivilrechtler

### Mizb
- Mizbani, Ghader (* 1975), iranischer Radrennfahrer
- Mizbeatz (* 1977), deutscher Hip-Hop-Produzent

### Mize
- Mize, Casey (* 1997), amerikanischer Baseballspieler
- Mize, Chester L. (1917–1994), US-amerikanischer Politiker
- Mize, Johnny (1913–1993), US-amerikanischer Baseballspieler
- Mize, Larry (* 1958), US-amerikanischer Golfsportler
- Mize, Richard (* 1935), US-amerikanischer Skilangläufer und Biathlet
- Mizell, Cameron (* 1983), US-amerikanischer Musikproduzent und Metal-Musiker
- Mizell, Fonce (1943–2011), US-amerikanischer Musiker und Produzent
- Mizell, Hank (1923–1992), US-amerikanischer Sänger, Gitarrist und Songwriter
- Mizell, Larry (* 1944), US-amerikanischer Musiker, Komponist und Produzent
- Mizell, Wilmer (1930–1999), US-amerikanischer Politiker und Baseballspieler
- Mizer, Bob (1922–1992), US-amerikanischer Fotograf, Filmemacher und Unternehmer
- Mizerak, Steve (1944–2006), US-amerikanischer Poolbillardspieler
- Mizerski, Bogdan (* 1955), polnischer Kontrabassist, Komponist und Schriftsteller

### Mizg
- Mizgaitis, Mindaugas (* 1979), litauischer Ringer
- Mizgalski, Tony (* 1959), Filmeditor
- Mizgiris, Kazimieras (* 1954), litauischer Fotograf und Galerist
- Mizgirýowa, Olga (1908–1994), sowjetisch-turkmenische Malerin und Botanikerin

### Mizi
- Mizikowski, Jan (1931–1999), polnischer Politiker, Sejm-Abgeordneter
- Mizima, hethitischer König
- Miziński, Artur (* 1965), polnischer Geistlicher, Weihbischof in Lublin
- Mizizios († 668), byzantinischer Gegenkaiser auf Sizilien

### Mizk
- Mizkewitsch, Julija, belarussische Journalistin und Feministin
- Mizkewitsch, Sergei Iwanowitsch (1869–1944), russischer Arzt, Revolutionär, Publizist, Museumsdirektor

### Mizl
- Mizler, Lorenz Christoph (1711–1778), philosophischer Gelehrter und Musiktheoretiker

### Mizn
- Mizne, Markus (1908–1994), ukrainisch-brasilianischer Maler
- Mizner, Michelle (* 1985), US-amerikanische Filmproduzentin und Filmeditorin
- Mizner, Wilson (1876–1933), US-amerikanischer Dramatiker, Erzähler und Unternehmer

### Mizo
- Mizo Assen, Zar von Bulgarien
- Mizo, George (1945–2002), US-amerikanischer Kriegsveteran und Aktivist
- Mizobe, Francis Xavier Osamu (1935–2016), japanischer Ordensgeistlicher und römisch-katholischer Bischof
- Mizobuchi, Yūshi (* 1994), japanischer Fußballspieler
- Mizoe, Sayaka (* 1990), japanische Beachvolleyballspielerin
- Mizoguchi, Hajime (* 1960), japanischer Cellist und Komponist
- Mizoguchi, Kenji (1898–1956), japanischer RegisseurMizoguchi Kenji (1898–1956)

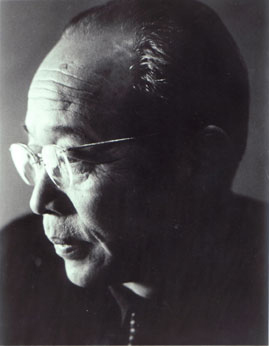
Mizoguchi Kenji (1898–1956)

- Mizoguchi, Noriko (* 1971), japanische Judoka
- Mizoguchi, Shuhei (* 2004), japanischer Fußballspieler
- Mizoguchi, Shun (* 2002), japanischer Fußballspieler
- Mizoguchi, Zembē (1946–2024), japanischer Politiker und Gouverneur von Shimane
- Mizon, Louis Alexandre Antoine (1853–1899), französischer Marineoffizier und Afrikaforscher
- Mizonzo, Daniel (* 1953), kongolesischer Geistlicher, Bischof von Nkayi
- Mizowa, Marija (* 1996), bulgarische Badmintonspielerin

### Mizr
- Mizrachi, Danny (1959–2025), israelischer Modedesigner
- Mizrachi, Mayer (* 1987), panamaischer Geschäftsmann und Politiker
- Mizrachi, Michael (* 1981), US-amerikanischer PokerspielerMichael Mizrachi (* 1981)

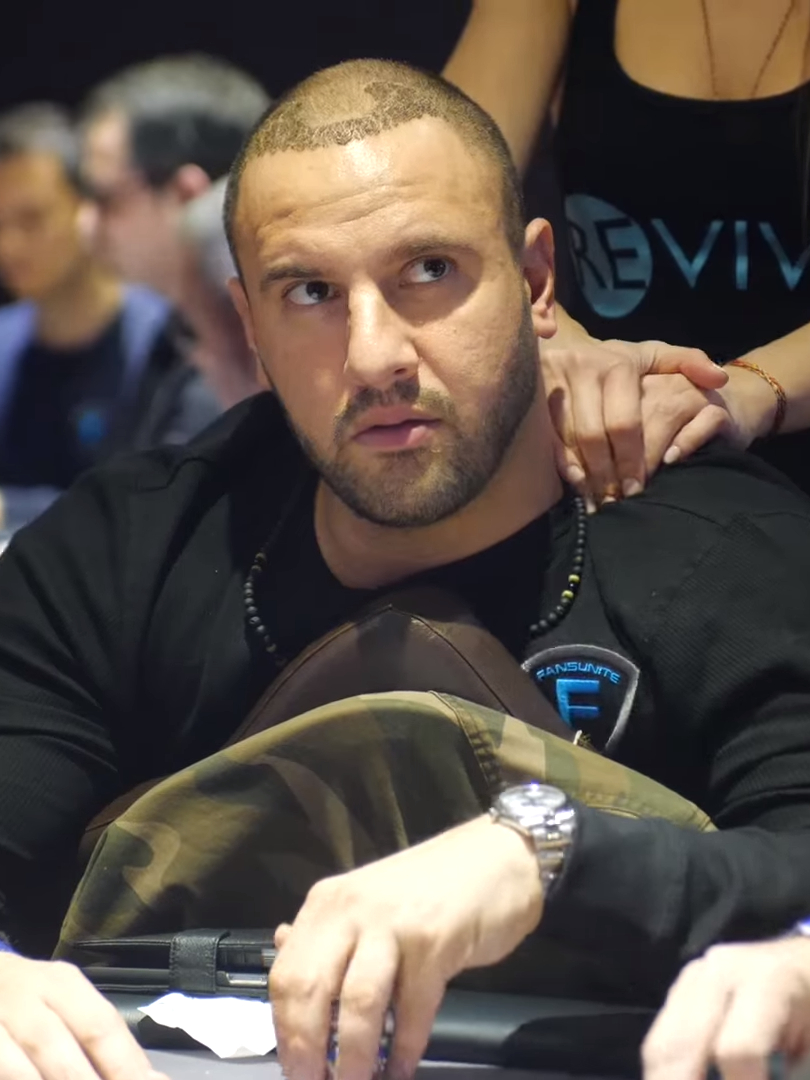
Michael Mizrachi (* 1981)

- Mizrachi, Robert (* 1978), US-amerikanischer Pokerspieler
- Mizrahi Smeke, Isaac (* 1967), mexikanischer Fußballtorhüter und -trainer
- Mizrahi, Alon (* 1971), israelischer Fußballspieler und -trainer
- Mizrahi, Eli (* 1965), israelischer Tänzer
- Mizrahi, Isaac (* 1961), US-amerikanischer Modedesigner
- Mizrahi, Michael, neuseeländischer Schauspieler
- Mizrahi, Moshé (1931–2018), israelischer Filmregisseur und Drehbuchautor
- Mizrahi, Valerie (* 1958), südafrikanische Molekularbiologin
- Mızrak, Furkan (* 1996), türkischer Fußballspieler

### Mizs
- Mizsei, György (* 1971), ungarischer Boxer
- Mizsér, Attila (* 1961), ungarischer Olympiasieger im Modernen Fünfkampf

### Mizu
- Mizu, Joshi, österreichischer RapperJoshi Mizu

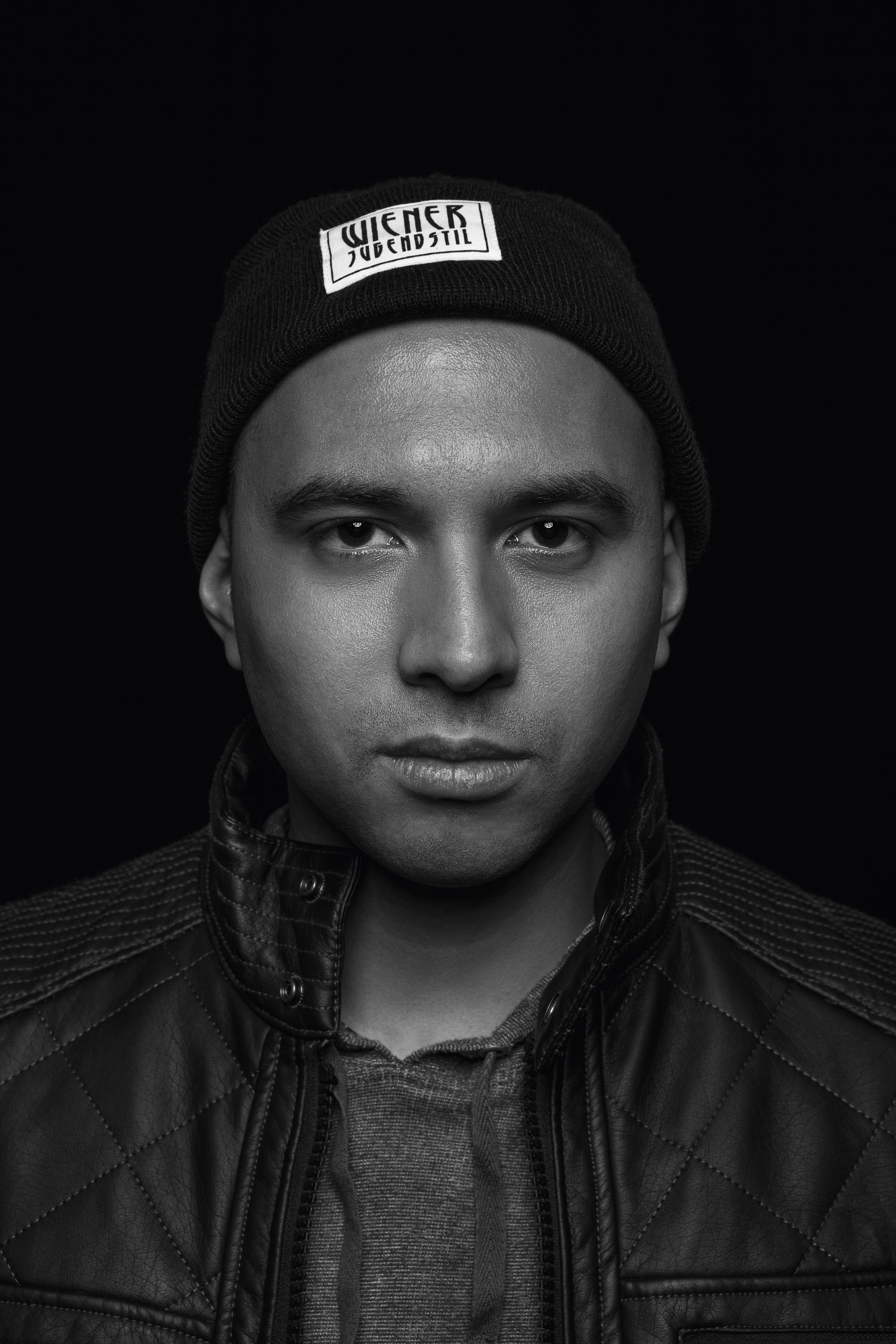
Joshi Mizu

- Mizuguchi, Hiro (* 2002), japanischer Fußballspieler
- Mizuhara, Hiroki (* 1975), japanischer Fußballspieler
- Mizuhara, Kiko (* 1990), japanische Schauspielerin, Model und Designerin
- Mizuhara, Shūōshi (1892–1981), japanischer Arzt und Haiku-Dichter
- Mizuhashi, Kaori (* 1974), japanische Synchronsprecherin (Seiyū)
- Mizuhashi, Takashi (* 1943), japanischer Jazzmusiker
- Mizui, Hisako (* 1972), japanische Badmintonspielerin
- Mizui, Yasuko (* 1975), japanische Badmintonspielerin
- Mizui, Yasuo (1925–2008), japanischer Bildhauer
- Mizukami, Tatsuzō (1903–1989), japanischer Unternehmer
- Mizukami, Tsutomu (1919–2004), japanischer Schriftsteller
- Mizuki Ikeda (* 2004), japanische Radrennfahrerin
- Mizuki, Ichirō (1948–2022), japanischer Sänger
- Mizuki, Masafumi (* 1974), japanischer Fußballspieler
- Mizuki, Masato (* 1991), japanischer Fußballspieler
- Mizuki, Nana (* 1980), japanische Sängerin, Songwriterin und SynchronsprecherinNana Mizuki (* 1980)

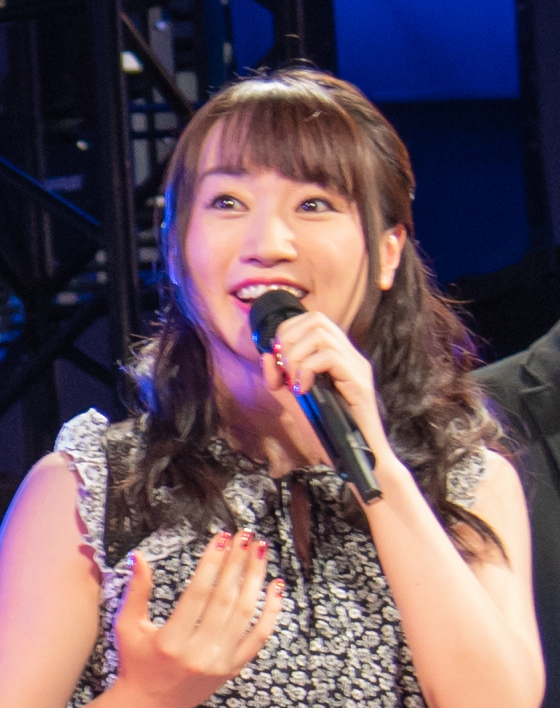
Nana Mizuki (* 1980)

- Mizuki, Shigeru (1922–2015), japanischer Manga-Zeichner
- Mizuki, Yōko (1910–2003), japanische Filmautorin
- Mizukoshi, Jun (* 1975), japanischer Fußballspieler
- Mizukura, Hitomi (* 1976), japanische Skeletonpilotin und Radsportlerin
- Mizuma, Yuriko (* 1970), japanische Fußballspielerin
- Mizumachi, Kōtarō (* 1995), japanischer Handballspieler
- Mizumoto, Hiroki (* 1985), japanischer Fußballspieler

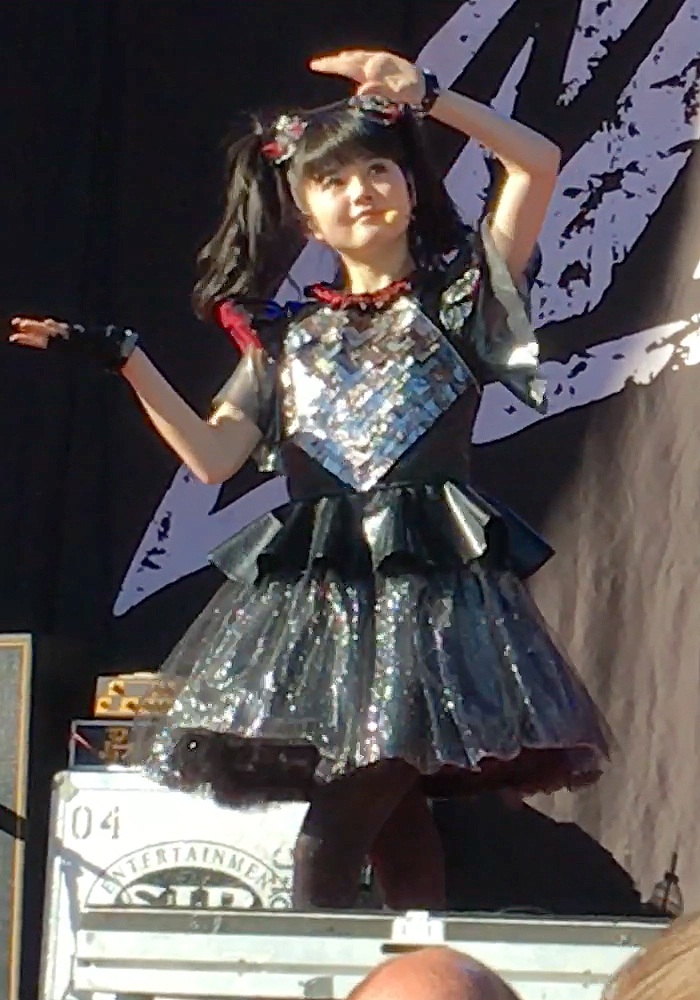
Yui Mizuno (* 1999)

- Mizumoto, Katsunari (* 1990), japanischer Fußballspieler
- Mizumura, Minae (* 1951), japanische Schriftstellerin
- Mizunaga, Shōma (* 1985), japanischer Fußballspieler
- Mizuno, Hayata (* 2000), japanischer Fußballspieler
- Mizuno, Hikaru (* 1991), japanisch-kambodschanischer Fußballspieler
- Mizuno, Jun (* 1974), japanischer Fußballspieler
- Mizuno, Junko (* 1973), japanische Manga-Zeichnerin und Illustratorin
- Mizuno, Ken (* 1978), japanischer Freestyle-Skier
- Mizuno, Kenjirō († 1999), japanischer Unternehmer
- Mizuno, Kōki (* 1985), japanischer Fußballspieler
- Mizuno, Rentarō (1868–1949), japanischer Politiker
- Mizuno, Ryō (* 1963), japanischer Autor und Spieleentwickler
- Mizuno, Seiichi (1905–1971), japanischer Archäologe
- Mizuno, Shigeo (1899–1972), japanischer Unternehmer
- Mizuno, Sonoya (* 1986), britisch-japanische Schauspielerin, Tänzerin und Model
- Mizuno, Taisuke (* 1993), japanischer Fußballspieler
- Mizuno, Takashi (* 1931), japanischer Fußballspieler
- Mizuno, Tōko, japanische Manga-Zeichnerin und Illustratorin
- Mizuno, Toshikata (1866–1908), japanischer Holzschnitt-Künstler
- Mizuno, Yoshikane (* 1954), japanischer Astronom
- Mizuno, Yui (* 1999), japanische SängerinYui Mizuno (* 1999)
- Mizunuma, Kōta (* 1990), japanischer Fußballspieler
- Mizunuma, Takashi (* 1960), japanischer Fußballspieler
- Mizurov, Alex (* 1988), deutsch-kasachischer Skateboarder
- Mizusaki, Yasushi (* 1971), japanischer Fußballspieler
- Mizushima, Hiro (* 1984), japanischer Schauspieler, Autor und Model
- Mizushima, Musashi (* 1964), japanischer Fußballspieler
- Mizushima, Noboru (* 1966), japanischer Zellbiologe
- Mizushima, San’ichirō (1899–1983), japanischer Chemiker
- Mizushiri, Yoriko (* 1984), japanische Regisseurin von Animationsfilmen
- Mizushiro, Setona (* 1971), japanische Mangaka
- Mizuta, Chikuho (1883–1958), japanischer Maler der Nihonga-Richtung
- Mizuta, Kaito (* 2000), japanischer Fußballspieler
- Mizuta, Kenzan (1902–1988), japanischer Maler der Nihonga-Richtung
- Mizutani, Hiroaki (* 1963), japanischer Jazzmusiker
- Mizutani, Jun (* 1989), japanischer Tischtennisspieler
- Mizutani, Masatoshi (* 1987), japanischer Fußballspieler
- Mizutani, Takuma (* 1996), japanischer Fußballspieler
- Mizutani, Yaeko (1905–1979), japanische Theater- und Filmschauspielerin
- Mizutani, Yūichi (* 1980), japanischer Fußballspieler
- Mizutani, Yūko (1964–2016), japanische Schauspielerin und Synchronsprecherin
- Mizutori, Hisashi (* 1980), japanischer Kunstturner
- Mizuuchi, Naoto (* 1989), japanischer Eishockeyspieler
- Mizuuchi, Takeshi (* 1972), japanischer Fußballspieler

### Mizz
- Mizzaro, Maria (1925–2009), österreichische wissenschaftliche Graphikerin und Photographin für Zoologie
- Mizzau, Alice (* 1993), italienische Schwimmerin
- Mizzi, Corazón (* 1987), maltesische Singer-Songwriterin
- Mizzi, Enrico (1885–1950), maltesischer Premierminister
- Mizzi, Konrad (* 1977), maltesischer Politiker, Minister für Energie und Wasserreinhaltung
- Mizzi, Marlene (* 1954), maltesische Politikerin (MLP), MdEP
- Mizzi, Sorel (* 1986), kanadischer Pokerspieler
- Mizzy, Vic (1916–2009), US-amerikanischer Filmkomponist